# Assemblea de Represaliades i Activistes
L'Assemblea de Represaliades i Activistes (A.R.A.) és una organització independentista catalana creada el 2021 per fer visibles els represaliats independentistes i construir la República de Catalunya.
L'organització va fer públic un manifest signat per una trentena de represaliats entre els quals hi havia Tamara Carrasco, Roger Español, Esther Canet, Germinal Tomàs, Jordi Pesarrodona, Alexis Codina i d'altres. La intenció era formar una candidatura per a les eleccions al Parlament de Catalunya de 2021 amb el nom de Coalició de Represaliades (CDR) junt amb Corrent Roig, però finalment va haver de canviar les sigles CDR per CR a causa de les queixes d'alguns grups dels Comitès de Defensa de la República. A darrera hora la candidatura no es va presentar en forma de coalició sinó amb el nom de Moviment Corrent Roig (MCR), candidatura que aconseguiria els avals per presentar-se únicament a la circumscripció electoral de Tarragona i va aconseguir 92 vots (un 0,01%) i cap escó.